# 4 december
4 december är den 338:e dagen på året i den gregorianska kalendern (339:e under skottår). Det återstår 27 dagar av året.

## Återkommande bemärkelsedagar

### Festdagar
- Romerska riket – hemliga ceremonier till Bona Deas ära

### Övrigt
- Armbandsurets dag[1]

## Namnsdagar

### I den svenska almanackan
- Nuvarande – Barbara och Barbro
- Föregående i bokstavsordning
  - Barbara – Namnet fanns, till minne av en martyr från Mindre Asien på 300-talet, på dagens datum före 1901, då det utgick. 1986 återinfördes det dock på dagens datum och har funnits där sedan dess.
  - Barbro – Namnet förekom tidvis på dagens datum före 1901, men utgick innan dess. Detta år återinfördes det dock på dagens datum och har funnits där sedan dess.
  - Boris – Namnet infördes på dagens datum 1986, men flyttades 1993 till 5 juni och 2001 till 10 juni.
- Föregående i kronologisk ordning
  - Före 1901 – Barbara och Barbro
  - 1901–1985 – Barbro
  - 1986–1992 – Barbro, Barbara och Boris
  - 1993–2000 – Barbro och Barbara
  - Från 2001 – Barbara och Barbro
- Källor
  - Brylla, Eva (red.). Namnlängdsboken. Gjøvik: Norstedts ordbok, 2000 ISBN 91-7227-204-X
  - af Klintberg, Bengt. Namnen i almanackan. Gjøvik: Norstedts ordbok, 2001 ISBN 91-7227-292-9

### Finlandssvenska almanackan
- Nuvarande från 2020[2] – Barbro, Barbara
- I föregående revideringar[a][3]
  - 1929–1949 – Barbara
  - 1950–2019 – Barbara, Barbro

## Händelser

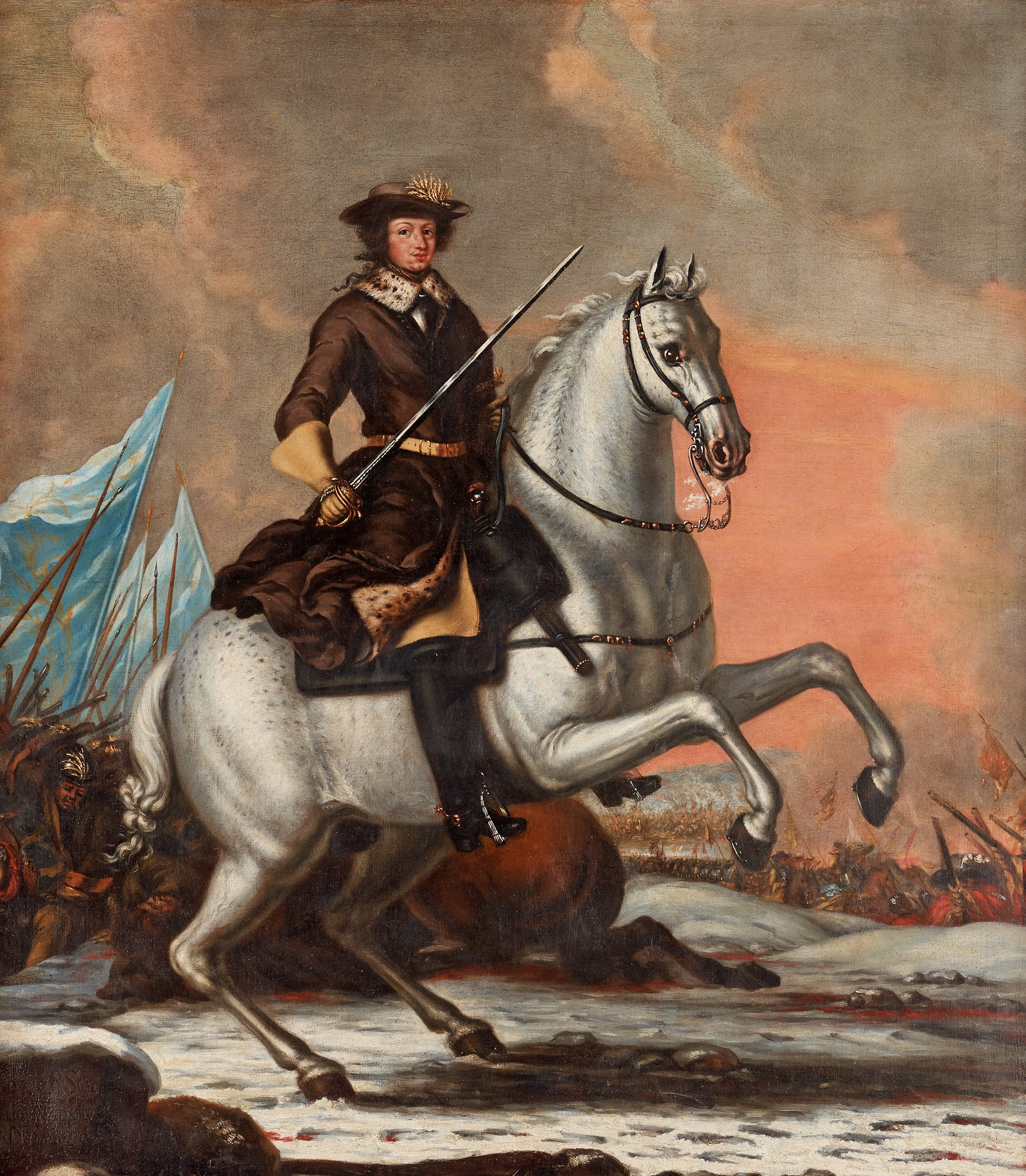
Karl XI (1655-1697) i slaget vid Lund den 4 december 1676.

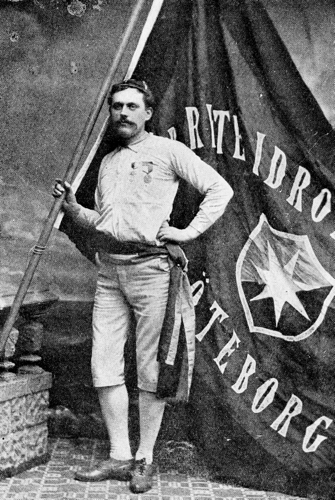
Örgryte IS grundare Wilhelm Friberg.

- 502 f.Kr. – En solförmörkelse inträffar i Egypten (enligt en uträkning; det finns inga nedtecknade ögonvittnesskildringar av händelsen).
- 771 – Karl den store blir kung av hela Frankerriket.
- 1110 – Korsfararna erövrar Sidon.
- 1154 – Sedan Anastasius IV har avlidit dagen före väljs Nicholas Breakspear till påve och tar namnet Hadrianus IV.
- 1214 – Vid Vilhelm I:s död efterträds han som kung av Skottland av sin son Alexander II.
- 1534 – Den turkiska sultanen Süleyman I intar Bagdad.
- 1563 – Slutsession hålls vid kyrkomötet i Trident.
- 1619 – De första engelska kolonisatörerna stiger iland i Virginia.
- 1644 – Fredskongressen i Münster inleds. Denna leder fyra år senare fram till westfaliska freden.
- 1674 – Fader Jacques Marquette grundar vad som senare blir staden Chicago, Illinois.
- 1676 – Svenskarna, under Karl XI, besegrar danskarna under Kristian V, i slaget vid Lund, Nordens blodigaste slag.
- 1783 – General George Washington tar farväl av sina officerare.
- 1791 – Första utgåvan av The Observer, världens första söndagstidning, kommer ut.
- 1829 – Britterna förbjuder änkebränning i Indien.
- 1851 – Ett misslyckat statskuppsförsök genomförs i Frankrike.
- 1872 – Skeppet Mary Celeste hittas utanför Azorerna, övergivet sedan nio dagar, men endast lätt skadat.
- 1887 – Idrottssällskapet Örgryte IS grundas i Göteborg.[4]
- 1918 – President Woodrow Wilson åker båt till Frankrike för fredsöverläggningar i Versailles efter första världskriget. Han blir därmed den förste amerikanske president som reser till Europa under sin ämbetstid.
- 1930 – Vatikanen godkänner familjeplanering med säkra perioder.
- 1942 – De första amerikanska bombningarna av italienska fastlandet under andra världskriget genomförs.
- 1945 – Amerikanska senaten godkänner amerikanskt medlemskap i Förenta nationerna.
- 1958 – Autonoma Republiken Elfenbenskusten utropas.[5]
- 1977 – Jean-Bédel Bokassa, president i Centralafrikanska republiken, kröner sig själv till kejsare.
- 1982 – Kina antar sin grundlag.
- 1984 – Ett kuwaitiskt flygplan på väg till Pakistan kapas och tvingas flyga till Teheran.
- 1991 – Journalisten Terry Anderson släpps efter sju år som gisslan i Beirut.
- 1992
  - Alexander Grosu blir världsmästare i kroppsbyggning.
  - Amerikanska soldater sänds på uppdrag till Somalia.
- 1994 – 4 personer dödas i ett skottdrama vid Sturecompagniet på Stureplan i Stockholm.

## Födda
- 1383 – Felix V, född Amadeus av Savojen, motpåve 1439–1449.
- 1734 – Johan Murberg, svensk pedagog och författare, ledamot av Svenska Akademien.
- 1754 – Nils Lorens Sjöberg, ämbetsman och poet, ledamot av Svenska Akademien.
- 1755 – Jacob Tengström, finsk ärkebiskop 1817–1832.
- 1777 – Julie Récamier, författare.
- 1787 – Johan Fredrik Berwald, svensk violinist, dirigent och tonsättare.
- 1795 – Thomas Carlyle, skotsk författare och historiker.
- 1798
  - Jules Dufaure, fransk politiker, Frankrikes tillförordnade president 30 januari 1879.
  - Mats Olof Andersson, svensk konstnär.
- 1800 – Emil Aarestrup, dansk skald och läkare.
- 1810 – Carl Fredrik Appeltofft, svensk läkare och riksdagspolitiker.
- 1821 – Ernst Wilhelm Leberecht Tempel, tysk/italiensk astronom.
- 1835 – Samuel Butler, författare.
- 1837 – Gotthard Werner, svensk tecknare och historiemålare.
- 1849 – Crazy Horse, amerikansk indianledare.
- 1852 – John Kean, amerikansk republikansk politiker, senator (New Jersey) 1899–1911.
- 1861 – Lillian Russell, sångare och artist.
- 1865 – Edith Cavell, brittisk sjuksköterska och hjältinna under första världskriget.
- 1866 – Vasilij Kandinskij, rysk konstnär och målare.
- 1867 – Elvira Madigan, dansk cirkusartist.
- 1873 – William B. Ross, amerikansk demokratisk politiker, guvernör i Wyoming 1923–1924.
- 1875
  - Rainer Maria Rilke, poet.
  - Edgar Wallace, brittisk författare av kriminalromaner.
- 1881 – Erwin von Witzleben tysk generalfältmarskalk.
- 1892 – Francisco Franco, spansk diktator 1939–1975.
- 1893
  - Schamyl Bauman, svensk manusförfattare, producent, filmklippare och regissör.
  - Karin Högel, svensk skådespelare.
- 1895
  - Ragnar Arvedson, svensk regissör, manusförfattare, producent och skådespelare.
  - Fritiof Nilsson Piraten, svensk författare.
- 1903 – James Russell Wiggins, amerikansk journalist och diplomat, FN-ambassadör 1968–1969.
- 1908 – Alfred D. Hershey, amerikansk bakteriolog och genetiker, mottagare av Nobelpriset i fysiologi eller medicin 1969.
- 1914 – Rudolf Hausner, målare och grafiker.
- 1917 – Jan Brazda, svensk-tjeckisk konstnär.
- 1920 – Michael Bates, brittisk skådespelare.
- 1921 – Deanna Durbin, amerikansk skådespelare och sångare.
- 1922 – Gérard Philipe, skådespelare.
- 1925 – Lino Lacedelli, italiensk bergsbestigare.
- 1930 – Ronnie Corbett, brittisk komiker.
- 1934 – Victor French, amerikansk skådespelare.
- 1936 – Grace Napolitano, amerikansk demokratisk politiker, kongressledamot 1999–.
- 1938 – Agneta Ekmanner, svensk skådespelare och fotomodell.
- 1940 – Gary Gilmore, amerikansk mördare.
- 1941 – Giovanni Tonucci, italiensk katolsk ärkebiskop, nuntie.
- 1944
  - Chris Hillman, amerikansk musiker, sångare, basist, mandolinist.
  - Dennis Wilson, amerikansk popmusiker, medlem i The Beach Boys.
- 1948
  - Lennie Norman, svensk musiker och ståuppartist.
  - Mikael Rickfors, svensk musiker.
- 1949
  - Jeff Bridges, amerikansk skådespelare.
  - Pamela Stephenson, australisk skådespelare och komiker.
  - Derek Wyatt, brittisk parlamentsledamot för Labour.
- 1953 – Jean-Marie Pfaff, belgisk fotbollsspelare.
- 1963 – Sergej Bubka, ukrainsk stavhoppare.
- 1964
  - Marisa Tomei, amerikansk skådespelare.
  - Sertab Erener, turkisk artist.
- 1967 – Paula Nielsen, svensk skådespelare och dansare.
- 1969 – Jay-Z, eg. Shawn Corey Carter, amerikansk hip-hopartist.
- 1970 – Peder Lamm, svensk antikexpert och tv-personlighet.
- 1973 – Tyra Banks, amerikansk fotomodell och tv-personlighet.
- 1974 – Christine Meltzer, svensk programledare
- 1975 – Igor Hinić, kroatisk vattenpolospelare.
- 1979 – Andrej Komac, slovensk fotbollsspelare
- 1982 – Nick Vujicic, australisk predikant, motivationstalare och direktör för organisationen Liv utan lemmar
- 1992 – Jin, sydkoreansk sångare i bandet BTS

## Avlidna
- 771 – Karloman I, frankisk kung av Burgund, Alemannien och södra Austrasien sedan 768
- 1131 – Omar Khayyam, persisk poet, filosof, matematiker och astronom
- 1214 – Vilhelm I, kung av Skottland sedan 1165
- 1334 – Johannes XXII, född Jacques Duèse, påve sedan 1316
- 1576 – Rheticus, matematiker
- 1642 – Armand Jean du Plessis de Richelieu, fransk kardinal och fransk statsman
- 1679 – Thomas Hobbes, engelsk filosof
- 1798 – Luigi Galvani, italiensk fysiker
- 1828 – Robert Jenkinson, 2:e earl av Liverpool, brittisk statsman, premiärminister 1812–1827
- 1830 – William Branch Giles, amerikansk politiker, senator (Virginia) 1804–1815
- 1850 – William Sturgeon, brittisk fysiker
- 1894 – Oden Bowie, amerikansk demokratisk politiker och affärsman, guvernör i Maryland 1869–1872
- 1896 – Axel Wallengren (Falstaff, fakir), svensk journalist, poet och författare
- 1897 – Martin Huss, 48, svensk godsägare och riksdagsman
- 1910 – Johannes Elmblad, 57, svensk operasångare och regissör
- 1933 – Stefan George, 65, tysk poet
- 1935 – Charles Richet, 85, fransk fysiolog, mottagare av Nobelpriset i fysiologi eller medicin 1913
- 1948 – George L. Berry, 66, amerikansk fackföreningsledare och demokratisk politiker, senator (Tennessee) 1937–1938
- 1966 – Nils Jerring, 63, svensk skådespelare och regissör
- 1973 – Michael O'Shea, 67, amerikansk skådespelare
- 1975 – Hannah Arendt, 69, tysk-amerikansk politisk teoretiker
- 1976
  - Tommy Bolin, 25, brittisk rockgitarrist, medlem i Deep Purple
  - Benjamin Britten, 63, brittisk kompositör
  - Hildur Lindberg, 72, svensk skådespelare
- 1978
  - Tancred Ibsen, 85, norsk regissör och manusförfattare
  - William A. Steiger, 40, amerikansk republikansk politiker, kongressledamot 1967–1978
- 1980 – Gösta Cederlund, 92, svensk skådespelare, regissör och teaterledare
- 1991 – Maud Walter, 78, svensk skådespelare
- 1993 – Frank Zappa, 52, amerikansk rockmusiker och kompositör
- 1997 – Richard Vernon, 72, brittisk skådespelare
- 2005 – Percy Brandt, 83, svensk skådespelare
- 2006 – Torsten Jungstedt, 88, svensk journalist, författare och filmkritiker
- 2007 – David ”Chip” Reese, 56, amerikansk professionell pokerspelare
- 2008 – Forrest J. Ackerman, 92, amerikansk författare och världsberömt science fiction-fan
- 2011
  - Patricia C. Dunn, 58, amerikansk företagsledare
  - Matti Joensuu, 63, finländsk kriminalförfattare
  - Sócrates, 57, brasiliansk fotbollsspelare
- 2012
  - Vasilij Belov, 80, rysk författare
  - Besse Cooper, 116, amerikansk kvinna som var världens äldsta levande person från juni 2011 fram till sin död
- 2015 – Robert Loggia, 85, amerikansk skådespelare
- 2017 – Christine Keeler, 75, brittisk modell och strippa, känd från Profumoaffären
- 2022 – Patrick Tambay, 73, fransk racerförare och tv-kommentator
- 2024 – Birgitta, 87, svensk-tysk prinsessa, syster till Carl XVI Gustaf